# Катранська пуща
Катранська пуща — лісовий масив, розташований в Щучинському районі Гродненської області, на лівобережжі річки Котра. Площа 12,4 тис. га.
Вузькою смугою вздовж Котри тягнуться вересові бори, які чергуються з верховими сфагновими сосняками. Паралельно сосновим лісам - драговинне зниження, зайняте корінним березняком, серед якого зустрічаються чорничні ялинники. На невеликих ділянках ясеневі ліси.